# Bataille de Blandford
Guerre d'indépendance des États-Unis
La bataille de Blandford (ou Blanford), également appelée bataille de Petersburg, s'est tenue près de Petersburg en Virginie le 25 avril 1781, à la fin de la guerre d'indépendance des États-Unis. Environ 2 300 réguliers de l'armée britannique sous le commandement du brigadier-général William Phillips ont vaincu une force d'environ 1 000 miliciens sous le commandement du major-général Friedrich Wilhelm von Steuben.